# Jaromír Nosek
Jaromír Nosek (* 1. února 1978 Jilemnice) je český herec.
Absolvoval Gymnázia Ivana Olbrachta v Semilech a v roce 2001 vystudoval muzikálové herectví na Divadelní fakultě Janáčkovy akademie múzických umění v Brně.
Ve filmu Účastníci zájezdu z roku 2006 ztvárnil roli Ignáce. Další role dostal např. ve filmech Rebelové, ROMing nebo Román pro ženy a v seriálech Místo v životě, Vyprávěj, Poste restante, Ohnivý kuře, Četníci z Luhačovic, Vyšehrad a Dobré zprávy.